# Пашнин, Валерий Павлович
Валерий Павлович Пашнин (1950—2014) — режиссёр, театральный педагог. Заслуженный деятель искусств Российской Федерации (1999). Лауреат Государственной премии им. К. Станиславского, лауреат премии Губернатора Свердловской области, художественный руководитель Нижнетагильского драматического театра имени Д. Н. Мамина-Сибиряка (1990—2010), режиссёр-постановщик Нижнетагильского драматического театра (2010—2014).

## Биография
Окончил Свердловское театральное училище в 1970 году, служил актёром в Омском театре юного зрителя, а с 1973 года — в Минусинском драматическом театре. Режиссёрскую деятельность начал в 1977, в 1982 был назначен главным режиссёром Минусинского драматического театра.
- 1986 — за спектакль «Хмель» по роману А. Т. Черкасова удостоен Государственной премии РСФСР имени К. С. Станиславского.
- 1987 — окончил высшие режиссёрские курсы при Государственном институте театра, музыки и кинематографии имени А. Луначарского, приглашен на должность режиссёра в Свердловский театр драмы.
- 1990 — назначен главным режиссёром, в 1995 — художественным руководителем Нижнетагильского драматического театра имени Д. Мамина-Сибиряка.
- 1999 — удостоен почётного звания «Заслуженный деятель искусств Российской Федерации».
- 2010—2014 — режиссёр-постановщик Нижнетагильского драматического театра имени Д.Мамина-Сибиряка.

В. Пашнин почти 20 лет был членом правления Свердловского отделения Союза театральных деятелей России, избирался делегатом съезда Союза театральных деятелей СССР от Свердловской области.
Скончался 20 февраля 2014 года. Похоронен на Центральном кладбище Нижнего Тагила.
В мае 2014 года руководством Нижнетагильского драматического театра учреждена ежегодная Премия имени Валерия Павловича Пашнина. Первые премии за творческие успехи, серьезный личный вклад в сохранением и развитие традиций Нижнетагильского драматического вручены артистам Юрию Сысоеву и Нелли Саловской.

## Постановки
На тагильской сцене поставил около 100 спектаклей.
Наиболее значимые работы:
- 1993 — «Ромео и Джульетта» У. Шекспира (премия Свердловского отделения СТД РФ «За лучший дебют в классике» исполнительнице роли Джульетты Е. Гордеевой)
- 1994 — «Корабль дураков» Н. Коляды (Диплом Международного фестиваля «Коляда-plays»)
- 1999 — «Горное гнездо» Д. Мамина-Сибиряка, в 2000 году спектакль снят Свердловской Государственной телерадиокомпанией как шестисерийный телевизионный фильм
- 2002 — «Пышка» В. Сигарева (Диплом IV фестиваля театров малых городов «За режиссуру спектакля»)
- 2003 — «Маленькие трагедии» А. Пушкина (Лауреат Свердловского областного театрального фестиваля «Браво!» — «Лучшая работа режиссёра-постановщика»)
- 2004 — «Dogs» Т. Муллер (Диплом V фестиваля театров малых городов «За лучший дебют» артистке М. Зиминой), «Гамлет» У. Шекспира и «Мамаша Краж» Б. Брехта (Премия Главы города Нижний Тагил «За выдающиеся достижения в творческой деятельности»)
- 2005 — «Он, она, окно, покойник» Р. Куни (Лауреат Свердловского областного театрального фестиваля «Браво!» — «Лучшая комедийная роль» з.а. Е. Белоногову за роль Мистера Пигдена)
- 2007 — «Панночка» Н. Садур (Специальный приз жюри фестиваля «Браво!» исполнителю роли Хомы Брута з.а. И. Булыгину)
- 2010 — «Идіотъ» Ф. Достоевского (Премия Главы города Нижний Тагил «За достижения в области культуры и искусства» постановочной группе.
- 2012 — «Дикое счастье» О. Богаева по мотивам произведений Д. Мамина-Сибиряка (Авторскому коллективу спектакля присуждена премия Губернатора Свердловской области "За выдающиеся достижения в области литературы и искусства за 2012 год.)[3]
- 2013 — «Самоубийца» Н. Эрдмана

## Педагогическая деятельность
С 1989 года В. Пашнин преподавал актёрское мастерство в Свердловском государственном театральном институте.
В 2000 году по его инициативе и поддержке главы города Нижний Тагил Н. Диденко и директора Нижнетагильского училища (ныне колледжа) искусств Н. Кропотовой в этом учебном заведении было создано актёрское отделение. Мастер курса актёров драматического театра и кино В. Пашнин (второй мастер з.а. И. Булыгин, заведующая отделением О. Черепова) выпустил 3 группы молодых специалистов. Его бывшие ученики, получив высшее образование, работают в московских театрах «Модернъ» (П. Чукреев), «Глас» (Д. Коробейников), в Санкт-Петербургском Александринском (М. Зимина), в театрах Томска (И. Лабутин), Курска (Е. Сетьков) и Нижнего Тагила (А. Каратаева, Ю. Безноскова, М. Харламова, Ю. и Е.Сысоевы, Е. Борисенкова, И. Цветкова, Т. Краева, А. Портнов, А. Швендых).